# East Clinton
East Clinton ist eine kleine Siedlung im Whiteside County im Nordwesten des  US-amerikanischen Bundesstaates Illinois. Der Ort liegt in der Garden Plain Township und gehört als Unincorporated Community keiner Gemeinde an.

## Geografie
East Clinton liegt im Westen des Whiteside County auf 41°50′01″ nördlicher Breite und 90°09′54″ westlicher Länge. Der Ort liegt am Mississippi, der die Grenze zu Iowa bildet. Die Grenze zu Wisconsin verläuft rund 90 km nördlich. 
Benachbarte Orte von East Clinton sind Clinton am gegenüberliegenden Mississippiufer in Iowa, Fulton (am nördlichen Ortsrand), Morrison (19,3 km östlich) und Albany (8,8 km südsüdwestlich).
Die nächstgelegenen größeren Städte sind Dubuque in Iowa (99,1 km nordnordwestlich), Rockford (132 km nordnordöstlich), Chicago (221 km südsüdöstlich), Peoria (167 km südsüdöstlich) sowie die Quad Cities (60,5 km südwestlich).

## Verkehr

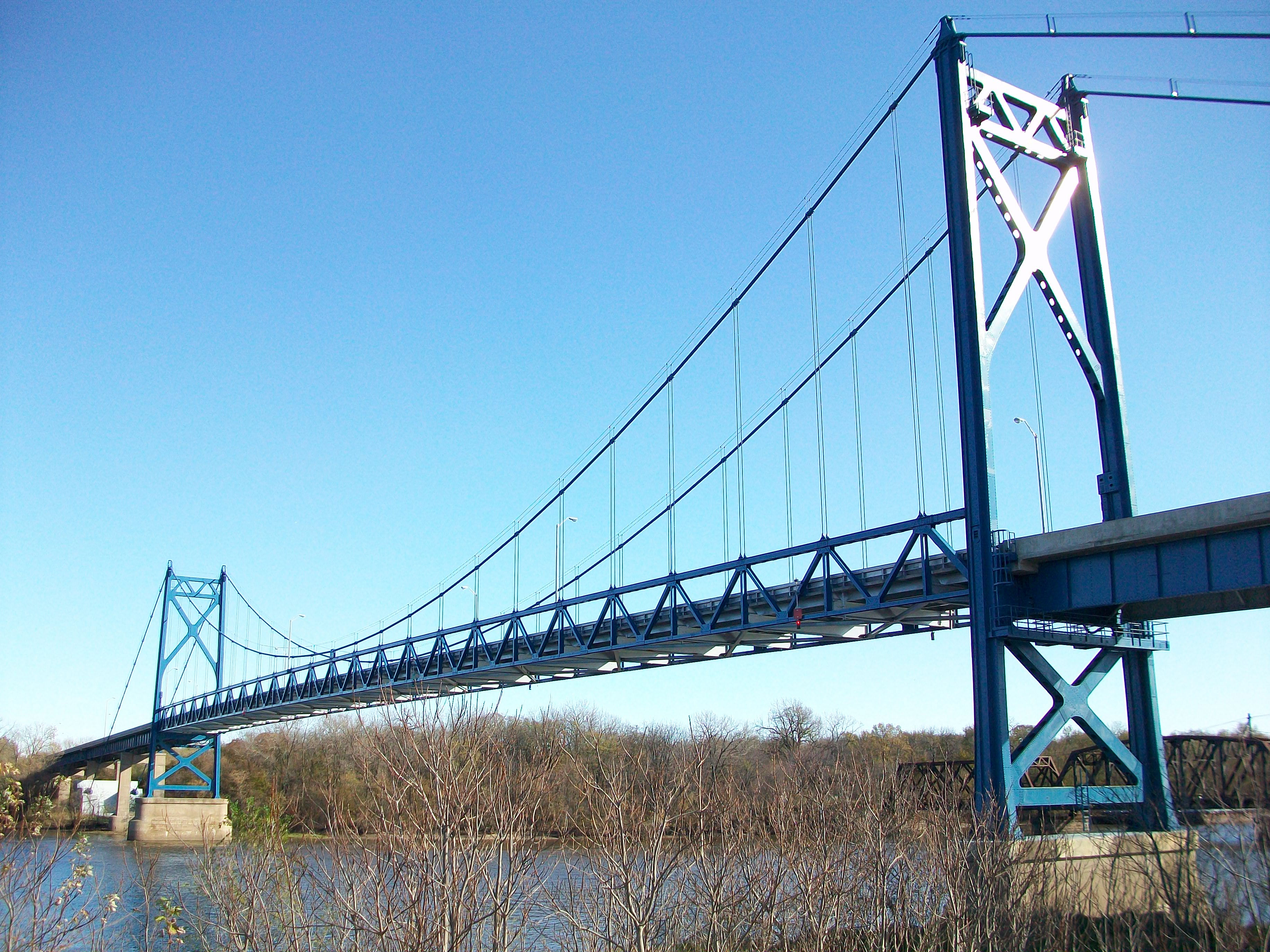
Die Gateway Bridge, über die der U.S. Highway 30 den Mississippi quert

Durch East Clinton verläuft in Ost-West-Richtung der U.S. Highway 30, der von Osten über die Gateway Bridge den Mississippi in Richtung Clinton in Iowa nach Westen quert. Entlang des Mississippi führt die hier den Illinois-Abschnitt der Great River Road bildende Illinois State Route 84. Alle anderen Straßen sind County Roads oder weiter untergeordnete und zum Teil unbefestigte Fahrwege.
Durch East Clinton verlaufen zwei Eisenbahnlinien der BNSF Railway und der Union Pacific Railroad. Über die parallel zur Gateway Bridge verlaufende Clinton Railroad Bridge quert die Union Pacific den Mississippi nach Westen.

Der nächstgelegene größere Flughafen ist der 61,5 km südwestlich von East Clinton gelegene Quad City International Airport.